# Secret Love Song
«Secret Love Song» (с англ. — «Секретная песня о любви») — сингл британской группы Little Mix, из их третьего студийного альбома Get Weird. В нем присутствует вокал американского певца Джейсона Деруло, написавшего сингл в соавторстве с Джезом Ашерстом, Эммой Рохан и Рэйчел Фёрнер. Кавер группы на сингл Деруло 2015 года «Want to Want Me», исполненный на BBC Radio 1 Live Lounge в том же году, вдохновил его на сотрудничество с ними. Продюсированием занимался Джейсон ДеЗуцио. В текстах говорится о безответной и запретной любви, а в стихах Деруло подробно описывается его личный опыт. Песня является третьим синглом альбома Get Weird. Выпущен 3 февраля 2016 года в Ирландии и Великобритании и встречен неоднозначными отзывами музыкальных критиков, тем не менее, достиг шестой строчки в UK Singles Chart. Музыкальный видеоклип был снят Фрэнком Борином в Лондоне недалеко от Тауэрского моста.

## Предыстория
Сингл был написан Джезом Ашерстом, Эммой Рохан и Рэйчел Фёрнер. Затем группа отправила песню Джейсону Деруло, который положительно отреагировал на нее и написал свой собственный куплет. Запись проходила в Poinsettia Place в Лос-Анджелесе и в Blue Box Studios в Лондоне.
На решение Деруло сотрудничать с группой повлияли его друзья, которые показали кавер-версию группы на его сингл «Want to Want Me» для BBC Radio 1 Live Lounge, записанный в июле 2015 года. Он отреагировал: «Я проникся этим», и сказал, что понимает, почему видео стало вирусным. Однако Деруло был незнаком с музыкой группы и ему пришлось «исследовать» их дискографию, которая в конечном итоге ему понравилась.

## Композиция
«Secret Love Song» — медленная поп-баллада. Состоит из пульсирующего баса и меланхоличных струнных. В вокале Деруло используется вибрато и автотюн. В лирике описывается безответная и запретная любовь. Перри Эдвардс сказал, что текст песни о том моменте, когда «хочется быть с кем-то, и вы хотите кричать об этом с крыш, но вы должны сдерживаться».

## Релиз
Группа раскрыла название песни 7 сентября 2015 года в своем Instagram аккаунте. 13 октября 2015 года в своем Твиттер аккаунте группа объявила о участии в записи Деруло. Песня впервые стала доступна 6 ноября 2015 года, когда Get Weird был выпущен. 5 декабря 2015 года Little Mix подтвердили в Твиттере, что «Secret Love Song» станет третьим синглом с альбома в Великобритании и Ирландии. Обложка сингла была представлена в Instagram 8 января 2016 года.

## Критика
Сингл получил неоднозначные отзывы музыкальных критиков. Брэд О’Манс с веб-сайта Popjustice.com раскритиковал «мягкий, разрушающий песню тон Деруло». Льюис Корнер из интернет-портала Digitalspy сказал, что «группа эмоционально повзрослела», и описал сингл как «стремительный, но медленный, достигающий высшей точки в идеально отполированном припеве». Гарриет Гибсон из The Guardian раскритиковала сингл и назвала его «посредственным». Ник Левин из New Musical Express поставил оценку в 3 из 5 звезд и назвал сингл «мелодраматическим» и «не столь увлекательным», по сравнению с остальной частью альбома. Энди Гилл из The Independent раскритиковал «жуткое дрожащее вибрато» Деруло, назвав его "безусловно, худшим раздрожителем"на Get Weird.

## Музыкальное видео
Видео было снято Фрэнком Борином на Лондонском мосту и Тауэрском мосту в Лондоне 16 и 17 декабря 2015 года. Сцену с Деруло сняли 8 декабря 2015 года. Когда видео было выпущено 3 февраля 2016 года, на шесть дней позже, чем ожидалось, все сцены с участием однополой и межрасовой пары были удалены из окончательной версии. После выпуска только британские фанаты имели доступ к видео, и только через несколько дней был включен просмотр во всем мире.

## Живые выступления
Little Mix и Делуро впервые исполнили сингл вживую в рамках своего сет-листа на концерте радиостанции Capital FM Jingle Bell Ball 5 декабря 2015 года. Концерт открылся песней «Salute», далее были исполнены песни «Move» и «Love Me Like You». Перед тем, как спеть «Secret Love Song», Little Mix представили трек и сказали: «Итак, у нас есть эксклюзив для вас. Мы знаем, что вам понравится это маленький дерзкий сюрприз. Эта песня станет нашим следующим синглом. Мы надеемся, вам понравится». Кристина Ли из Idolator критически оценила выступление группы на сцене, написав: «Это не лучшее проявление зрелищности британской женской группы. Тот, кто не пел с Джейсоном, стоял на сцене, глядя так, как будто ждал в очереди в продуктовый магазин». Однако, Ли похвалила вокальные данные группы и выделила Джейд, назвав ее голос «ангельским». Второе выступление состоялось 5 февраля 2016 года на арене The O2 Arena.